# 新潟県立水原高等学校
新潟県立水原高等学校（にいがたけんりつ すいばらこうとうがっこう）とは、新潟県阿賀野市学校町に存在した県立高等学校。新潟県立阿賀野高等学校の設立により2005年度（平成17年度）以降募集を停止し、2007年（平成19年）3月に閉校した。

## 概要
1911年（明治44年）、水原農学校として開校。1948年（昭和23年）に新制高校へ改組、1949年（昭和24年）に普通科設置に伴い水原高校と改称する。小学区制による高校入試が行われていた1965年（昭和40年）頃までは学区トップ校として位置付けられ、国立大学においては新潟大学を始め、旧帝国大学クラスにも少数ながら進学者を輩出していた。しかし1966年（昭和41年）に学区拡張により新発田学区と同学区になると、地元の生徒が新発田市内の公立高校へ多数流出し、代わりに新発田市内の公立高校へ進学出来ない生徒が多数入学するようになった。そのため、徐々に学力低下や生徒の素行不良が問われるようになり、緩やかに凋落していってしまい、閉校する頃には学区内の公立高校では下位に甘んじてしまっていた。

## 沿革
- 1911年4月10日 北蒲原郡水原農学校として開校
- 1922年4月1日 県立移管により新潟県立水原農学校となる
- 1948年3月31日 水原町立家政女学校を併合し、別科とする
- 1948年4月1日 学制改革により新潟県立水原農業高等学校と改称
- 1948年6月18日 定時制課程を設置、安田・笹岡・本田の各分校を設置
- 1949年4月1日 普通科設置により新潟県立水原高等学校と改称
- 1950年4月1日 別科を廃止して被服科を設置
- 1951年4月1日 定時制課程に長浦分室を設置
- 1954年4月1日 長浦分室を長浦分校とする
- 1956年3月31日 本田分校を廃止
- 1959年4月1日 笹岡分校を笹神分校と改称
- 1966年 本年度高校入試より学区拡張、新発田学区と同学区となる。入試教科も9教科→5教科へ変更。
- 1967年4月1日 長浦分校を新潟県立豊栄高等学校に移管
- 1975年4月1日 安田分校に全日制課程を設置
- 1977年3月31日 新潟県立安田高等学校の新設に伴い安田分校を廃止
- 1978年3月31日 笹神分校を廃止
- 1982年3月31日 定時制を閉課
- 1991年3月31日 農業科を閉科
- 2003年3月31日 被服科を閉科
- 2005年4月1日 新潟県立安田高等学校との統合により新潟県立阿賀野高等学校が設立され、水原高校は当年度より募集停止
- 2007年3月 閉校

## 教育目標
- 互いに協力する
- 自らの責任を果たす
- 互いを尊重する

## 校歌
- 新潟県立水原高等学校校歌 作詞: 土井晩翠 作曲: 林松木

蒲原平野　空広き
水原町の　端にして
立つ研学の　我校舎 
立つはふさわし　純朴の  
民に沃土の　豊けきに 

東に望む　秀嶺の
五頭山高し　三千の
尺もそのもと　低き土
日本海に　そそぎ入る
阿賀の河波　影清し

自然の黙示　身にしみて
業を勤むる　我子弟
剛健の徳　質実の
風を重んじ　心して
行け向上の　一筋に

## 交通
- JR羽越本線 水原駅下車徒歩10分

## 主な卒業生
- 山本信明（柔道家）